# Roni Milo
Ron Milikovsky, mais conhecido como Roni Milo (em hebraico: רוני מילוא‎‎; Tel Aviv, 26 de novembro de 1949), é um advogado, jornalista e político israelense, o qual serviu como prefeito da então capital administrativa de Israel, Tel Aviv de 30 de dezembro de 2013 até meados do ano de 1998. Sua gestão, filiada ao Partido Central de Israel, foi destinada a questões jurídicas e econômicas do município.
Roni Milo também foi membro do Knesset e ocupou vários cargos ministeriais, como do Meio Ambiente, do Trabalho e Bem-Estar Social, da Polícia, da Saúde e da Cooperação Regional. Foi considerado espião israelita em processos de investigação política na Geórgia.

## Carreira política
Milo iniciou sua atividade política ainda durante seus tempos de estudante, quando era presidente da União dos Estudantes de Israel. Depois de se formar na Universidade de Tel Aviv, como Bacharel em Direito, filiou-se ao Herut, partido de direita israelense, e, em seguida, ao Likud. Foi, também, presidente do Departamento de Informação do Likud. Eleito para a nona Knesset em 1977 como representante da Likud MK, Milo foi  selecionado pela primeira vez para compor o gabinete do presidente Yitzhak Shamir, sendo país Ministro do Meio Ambiente em 1988. Ainda nesse governo, foi Ministro do Trabalho e Previdência Social em 1990 e Ministro da Polícia no final desse ano. Complementar à carreira, tornou-se presidente da Organização Mundial do Likud e foi editor da Yoman HaShavua (Diário da Semana), periódico de publicação semanal.
Em 1993, Milo foi eleito prefeito de Tel Aviv, e renunciou ao cargo do Knesset em 30 de dezembro de 1993, a fim de se concentrar em seus deveres como governante municipal. Após o fim do seu período como prefeito, Milo voltou ao Knesset após as eleições gerais de 1999 como membro do Partido Central e voltou ao Ministério, agora da Saúde, no governo de Ehud Barak em 2000. Atualmente, está filiado ao Likud, sendo um dos principais nomes do partido.

## Carreira profissional
Trabalhando como um representante da Elbit Systems, se envolveu com drones de espionagem na Geórgia; Milo os vendia sob supervisão dos Estados Unidos.